# Janet Jackson (Album)
Janet Jackson ist das Debütalbum von Janet Jackson, das im September 1982 bei A&M Records erschien.

## Geschichte
Janet Jackson war vor allem als Fernsehschauspielerin bekannt, bevor sie ihren Vertrag bei A&M unterschrieb, z. B. spielte sie in der Serie Good Times. Bei der Serie Diff'rent Strokes, wo sie auch mitspielte sang sie dann auch später Teile des Stücks The Magic Is Working. Für ihr Album wollte sie keine Beteiligung ihrer Familienangehörigen. Immerhin wurde das Coverfoto im Swimming Pool der Familie Jackson aufgenommen. Die Stücke auf dem Album waren meist Dance-Pop Nummern und recht einfach aufgemachte Balladen.
Fünf Singles wurden ausgekoppelt, darunter Young Love und Give Your Love to Me.

## Kritik
Die Webseite Allmusic schrieb, Jackson habe auf dem Album noch keine eigene musikalische Persönlichkeit entwickelt. Das verwundere nicht, war Jackson auch noch ein Teenager. Nur die erste Single, Young Love, steche unter den "Disco-Stampfern" hervor.

## Titelliste
1. Say You Do (René Moore, Angela Winbush) – 6:50
2. You’ll Never Find (A Love Like Mine) (Moore, Winbush) – 4:11
3. Young Love (Moore, Winbush) – 4:58
4. Love and My Best Friend (Moore, Winbush) – 4:48
5. Don’t Mess Up This Good Thing (Dana Meyers, Wardell Potts, Jr., Barry Sarna) – 3:55
6. Forever Yours (Attala Zane Giles, Phillip Ingram) – 4:57
7. The Magic Is Working (Gene Dozier, Dorie Pride) – 4:08
8. Come Give Your Love to Me (Glen Barbee, Charmaine Elaine Sylvers) – 5:03

## Mitwirkende
- Chuck Beeson – Art Direction
- Bob Brown – Engineer
- Paulinho da Costa – Percussion
- Gene Dozier – Horn-Arrangements, Streicher-Arrangements
- Kirk Ferraioli – Assistant Engineer
- André Fischer – Schlagzeug
- Stuart Furusho – Engineer, Mix Assistant
- Joey Gallo – Synthesizer
- Humberto Gatica – Mix
- Marlo Henderson – Gitarre
- Howard Hewett – Background Vocals
- Jerry Hey – Horn-Arrangements
- Phillip Ingram – String Machine
- Janet Jackson – Gesang, Background vocals
- Fred Jenkins – Akustikgitarre
- Jerry Knight – Background Vocals
- Harry Langdon – Fotos
- Nyya Lark – Assistant Engineer
- Jeff Lorber – Synthesizer
- Tony Maiden – Gitarre
- Peggy McCreary – Mixing Assistant
- Michael McGloiry – Gitarre
- Dana Meyers – Background Vocals, Gesangsarrangement
- Greg Moore – Gitarre
- René Moore – Keyboards, Background Vocals, Handclapping, Produzent, Rhythmusarrangements, Moog Bass
- Taavi Mote – Engineer
- Wardell Potts, Jr. – Rhythmusarrangements
- Ambrose Price – Handclapping
- Lynn Robb – Design
- Barry Sarna – Synthesizer
- John Stronach – Engineer
- Edmund Sylvers – Percussion
- Foster Sylvers – Synthesizer, Bass, Schlagzeug, Produzent, Rhythmusarrangements
- Leon F. Sylvers III – Rhythmusarrangements
- Patricia Sylvers – Synthesizer, Background Vocals
- Steve Thume – Engineer
- Wally Traugott – Mastering
- John VanNest – Engineer, Mixing Assistant
- Trevor Veitch – Contractor
- Gerald Vinci – Concert Master
- Jerry Weaver – Produzent, Rhythmusarrangements
- Melvin Webb – Percussion
- Mike West – Gitarre
- Angela Winbush – Keyboards, Background Vocals, Produzent, Rhythmusarrangements
- Benjamin Wright – Streicherarrangements

## Chartplatzierungen
Das Album erreichte Platz 63 der Charts in den USA.
| ChartsChartplatzierungen       | Höchstplatzierung | Wochen |
| ------------------------------ | ----------------- | ------ |
| Vereinigte Staaten (Billboard) | 63 (25 Wo.)       | 25     |